# Hybanthus verticillatus
Hybanthus verticillatus är en violväxtart som först beskrevs av Casimiro Gómez de Ortega, och fick sitt nu gällande namn av Henri Ernest Baillon. Hybanthus verticillatus ingår i släktet Hybanthus och familjen violväxter. Inga underarter finns listade i Catalogue of Life.